# Кінема Дзюмпо
«Кінема дзюмпо» (яп. キネマ旬報, Kinema Junpō, дослівно «щодекадник про кінематограф») чи коротше «Кінедзюн» (яп. キネ旬) — один з найстаріших і найстаріший з тих, що збереглися дотепер часописів про кінематограф Японії та світу, який видає з 11 липня 1919 року видавничий дім Kinema Junpo-sha.
Поза Японією найзнаніший як інституція, що присуджує однойменну престижну щорічну (окрім 1943–1945 років) національну кінопремію, відому як Kinema Junpo Award, що існує у статуті, близькому до сучасного, з 1926 року (у 1924–1925 роках премію присуджували «найкращому артистичному» і «найкращому розважальному» іноземним фільмам), що є також найстаршою кінопремією у світі.
На початку виходив тричі на місяць, раз на декаду, що відбилося у назві (від старовинного принципу японського календаря, що ділить місяць на 3 декади, «дзюн»), після 1-го, 11-го і 21-го числами місяця, проте після Другої світової війни журнал став виходити рідше, раз на два тижні.
Часопис було засновано групою з чотирьох студентів архітектурного факультету Токійського технологічного інституту (у той час — Токійської Вищої Технічної Школи) на чолі з Сабуро Танакою. Перші три випуски було віддруковано чорно-білими, на художньому папері об'ємом у 4 сторінки; на титульному аркуші першого випуску поміщені портрети акторок Ліліан Гіш та Маргарити Фішер.
Спочатку «Кінедзюн» спеціалізувався на огляді виключно зарубіжного кіно, зокрема, через те, що його творці і перші автори дотримувалися принципів «Руху чистого кіно», що не сприймали серйозно сучасне для них кіно Японії, що було на той час переважно знятими на плівку постановками театрів кабукі та сімпа. Згодом тематику журналу було розширено й на вітчизняні фільми. Хоча журнал протягом тривалого часу позиціював себе як видання кінокритики, пізніше він став часописом про кіно широкого профілю, що розповідає також про кіноіндустрію Японії, нові фільми та течії.
На початку 1940-х, у зв'язку з Другою світовою війною, підкоряючись «м'яко-наполегливому» проханню уряду до масових видань консолідуватися і «саморегулюватися», редакція журналу прибирає з його назви західне запозичення «кінема» (cinema), перейменовуючись в «Ейга Дзюмпо» («щодекадник про фільми»), проте пізніше повертається до вже звичної назви.
Після того, як токійську редакцію журналу було зруйновано у 1923 році при Великому землетрусі Канто, «Кінедзюн» продовжував видаватися в офісах, заснованих у містах Ашія та Нішіномія префектури Хьоґо, проте пізніше його штаб-квартира повернулася до Токіо.